# کوپه

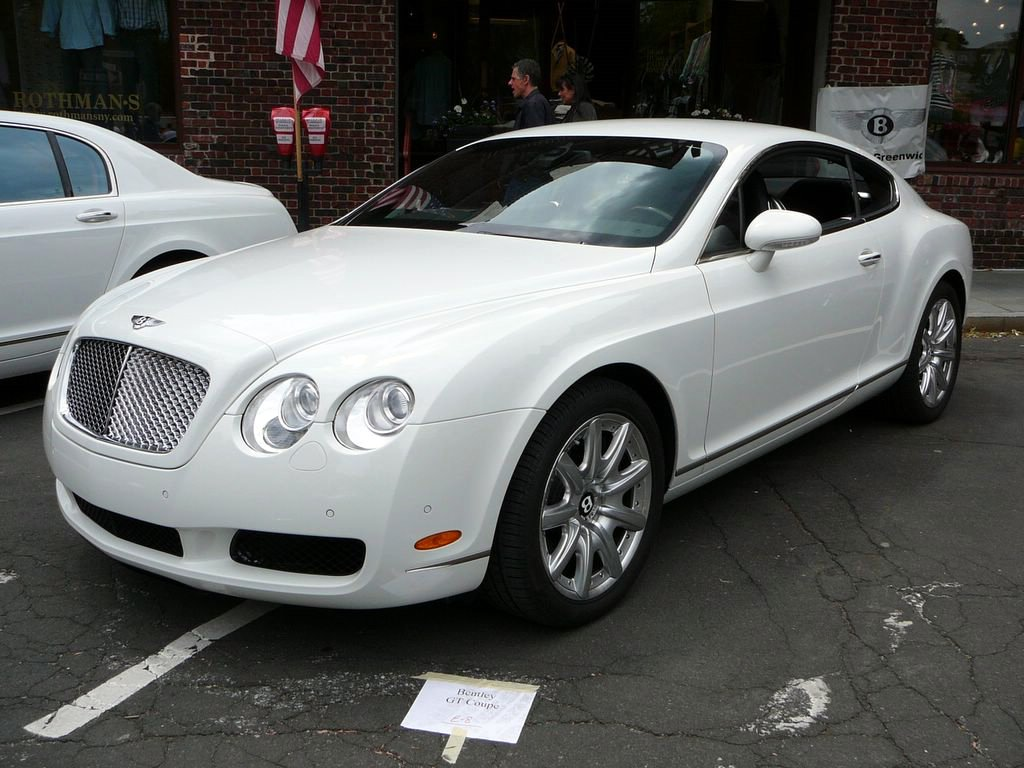
بنتلی کانتیننتال جی‌تی کوپه

کوپه (فرانسوی: coupé) گونه‌ای بدنه بسته خودرو است؛ تعریف دقیق کوپه مطابق با زمان و شرکت سازنده متغیر است. کوپه‌ها معمولاً خودروهای سقف‌دار اسپورت یا سدان هستند. این خودروها دو دره هستند و در دو گونه دو صندلی و چهار صندلی عرضه می‌گردند. در قرن نوزدهم میلادی به کالسکه‌های چهار چرخه بسته‌ای که با اسب کشیده می‌شدند، کوپه گفته می‌شد. فرانسویان به کالسکه‌هایی که در آنها جای مسافران با جای راننده فرق می‌کرد که مسافران در مکانی بسته و راننده در مکانی باز قرار می‌گرفتند، کوپه می‌گفتند.
معمولاً به کوپه‌های چهار نفره، دو دره، دارای سقف ثابت که بالای صندلی‌های جلوی آن باز می‌شود، coupe de ville یا town coupe می‌گویند.